# Réunion-Weber
Der Réunion-Weber (Foudia delloni) ist eine ausgestorbene Vogelart aus der Familie der Webervögel (Ploceidae). Er war endemisch auf der Maskarenen-Insel Réunion. Der Vogel wurde erstmals 1668 vom französischen Reisenden Charles Dellon und ein zweites Mal 1674 bei Dubois erwähnt. 1776 beschrieb Statius Müller den Réunion-Weber in dem Werk Planches Enluminées als „Foudia bruante“. Nach einer Hypothese von Cheke und Hume handelt es sich bei „Foudia bruante“ um eine Farbmorphe des Madagaskarwebers, der etwa hundert Jahre nach der Entdeckung von Foudia delloni auf Réunion nachgewiesen wurde.
Der Réunion-Weber erreichte mit 13 cm ungefähr die Größe eines Sperlings. Beim paarungsbereiten Männchen waren Kopf, Hals, Kehle und die Unterseite der Flügel leuchtend rot. Rücken und Schwanz waren braun. Der Bauch war hell. Beim Weibchen und den juvenilen Männchen war der Kopf braun. Hals und Flügel waren rot. Die Kehle war hell braun. Die Art wurde kurz nach 1672 zuletzt gesehen. Als Grund für sein Aussterben wird die Nachstellung durch Ratten vermutet.
Der Artname Foudia delloni wurde formal im Jahr 2008 im Buch Lost Land of the Dodo von Anthony S. Cheke und Julian P. Hume aufgestellt. Da diese Beschreibung jedoch nicht ICZN-konform war, fertigten Cheke und Hume im Jahr 2018 eine neue Beschreibung an.